# Afonso de Portugal
Afonso de Portugal (ur. 23 kwietnia 1509 w Évorze, zm. 16 kwietnia 1540 w Lizbonie) – portugalski kardynał.

## Życiorys
Urodził się 23 kwietnia 1509 roku w Évorze, jako syn Manuela I Szczęśliwego i Marii Aragońskiej. Jego braćmi byli m.in.: Jan, Ludwik, Henryk, Edward i Michał (brat przyrodni), a siostrami m.in.: Izabela, Beatrycze i Maria (siostra przyrodnia). Studiował grekę i łacinę, a po zakończeniu nauki został protonotariuszem apostolskim. 9 września 1516 roku został wybrany biskupem Guardy, uzyskując dyspensę z powodu nieosiągnięcia wieku kanonicznego 30 lat. 1 lipca 1517 roku papież kreował go kardynałem, pod warunkiem że promocja zacznie obowiązywać z chwilą ukończenia przez Afonso osiemnastego roku życia. Dwa lata później został przeniesiony do diecezji Viseu, ponownie z dyspensą ze względu na wiek. W 1523 roku został arcybiskupem Évory. Nominacja na kardynała diakona zaczęła obowiązywać 6 lipca 1525 roku, kiedy to otrzymał diakonię Santa Lucia in Septisolio. 13 sierpnia 1535 roku został podniesiony do rangi kardynała prezbitera i otrzymał kościół tytularny Santi Giovanni e Paolo. Zmarł 16 kwietnia 1540 roku w Lizbonie.